# Chopo de Negrón

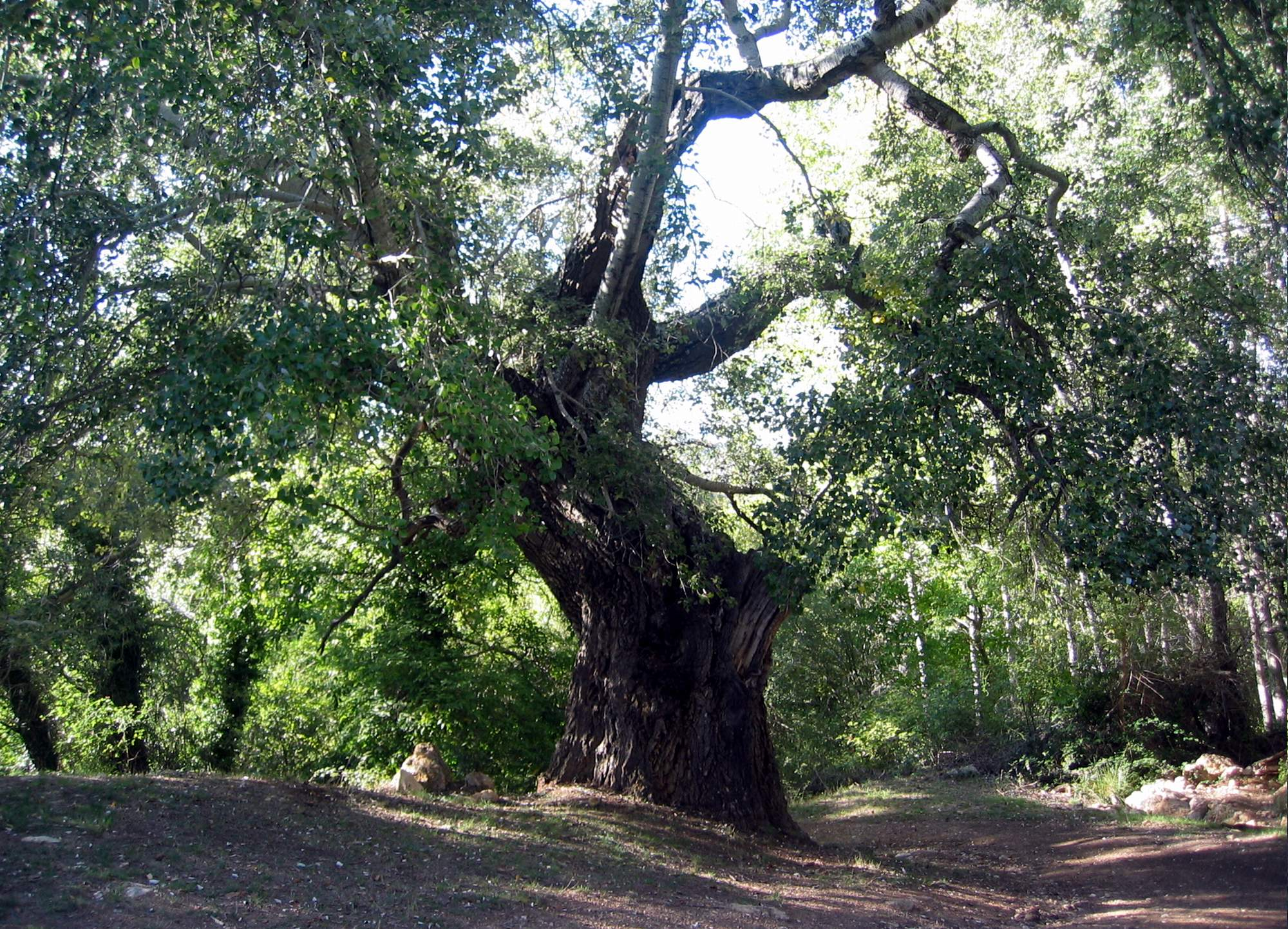
Vista general del «chopo de Negrón», paraje de la Fuente del Canalón (Vallanca), 2014.

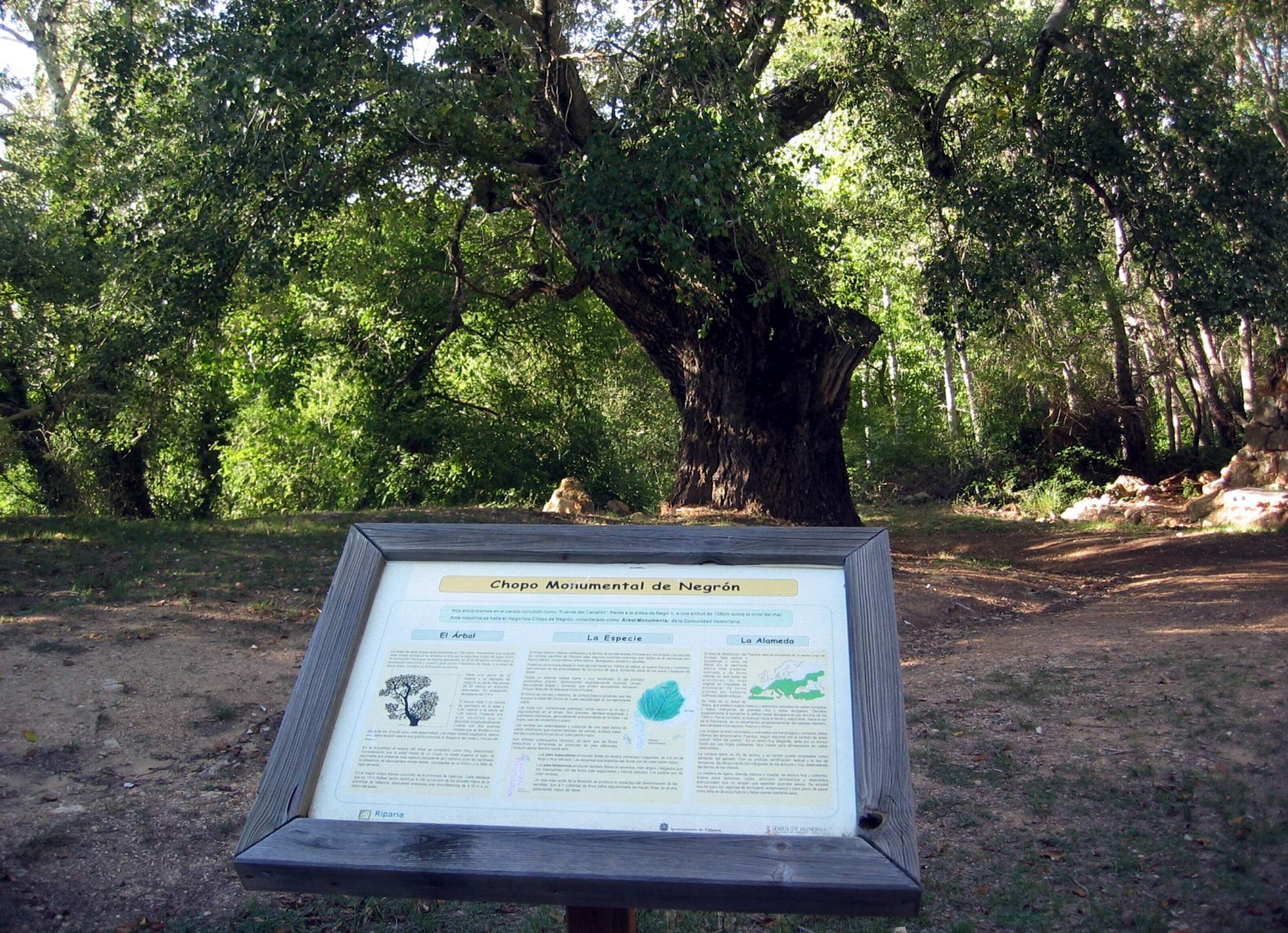
Vista general del «chopo de Negrón», paraje de la Fuente del Canalón (Vallanca), detalle del panel informativo (2014).

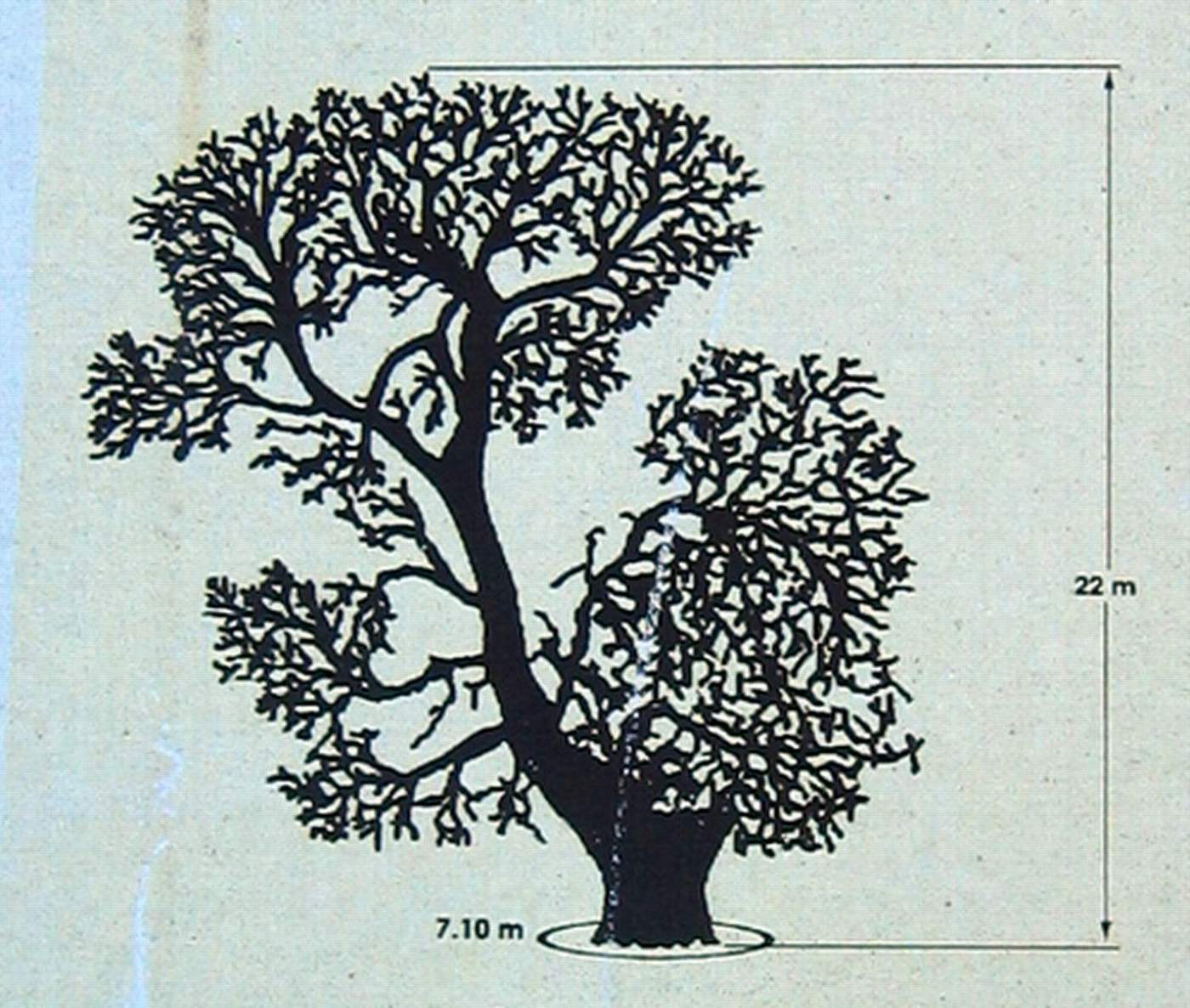
Esquema del «chopo de Negrón», paraje de la Fuente del Canalón (Vallanca), 2014.

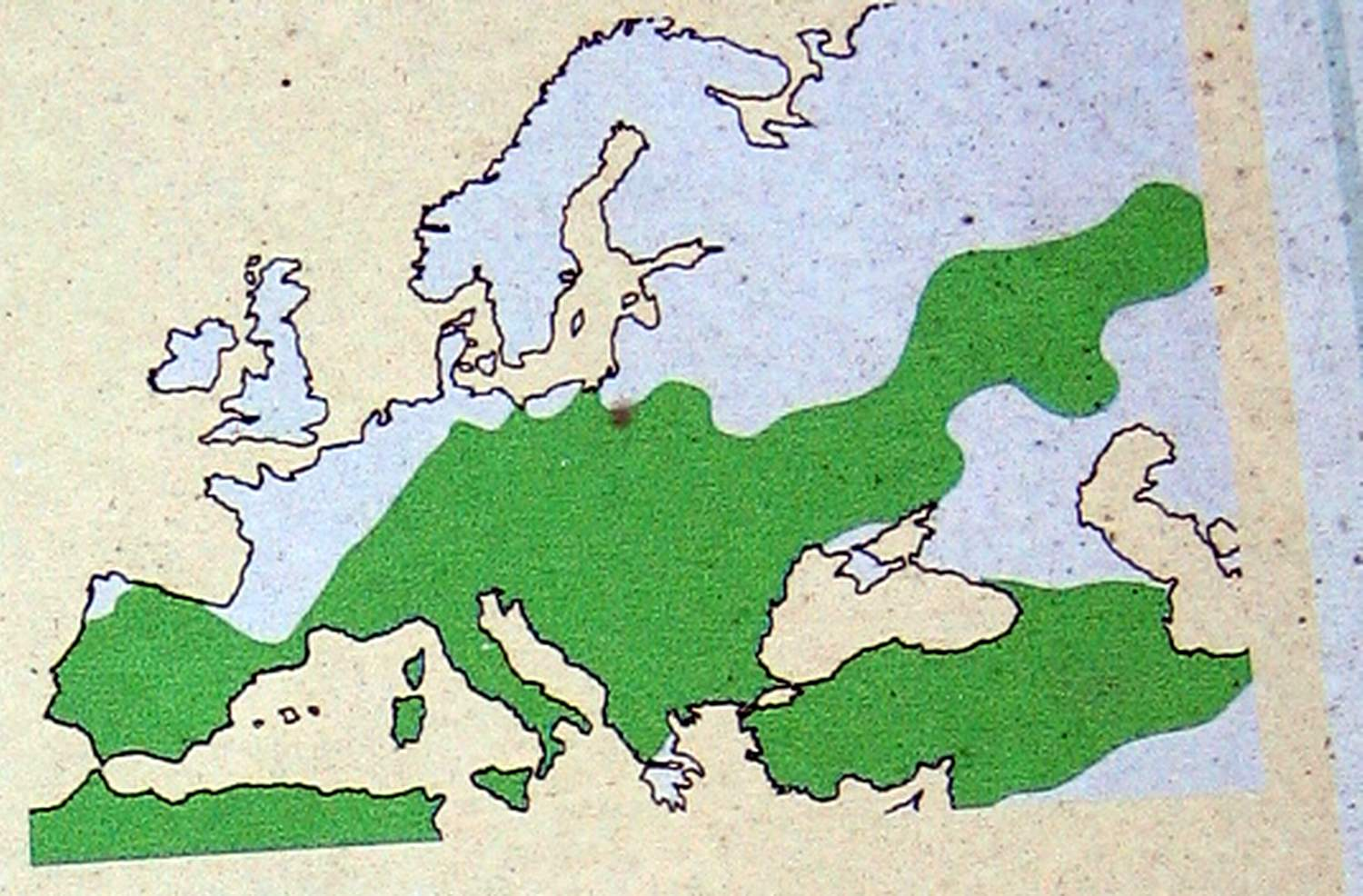
Esquema de la distribución geográfica del chopo blanco (2014).

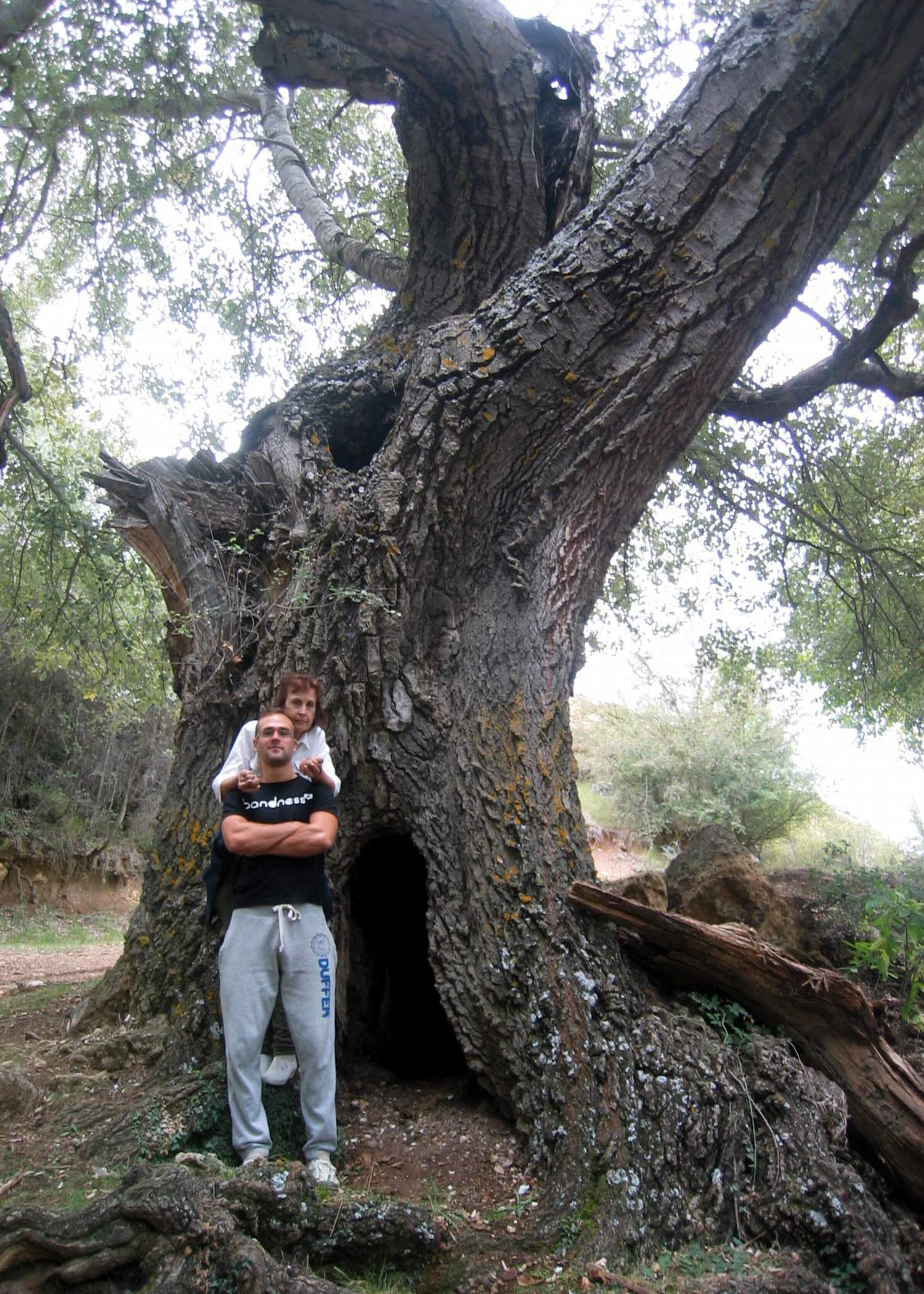
Vista parcial del «chopo de Negrón», paraje de la Fuente del Canalón (Vallanca), proporción humana (2014).

El chopo de Negrón o chopo de la fuente del Canalón es un ejemplar de álamo blanco ubicado en la aldea de Negrón, término municipal de Vallanca, un pequeño pueblo del Rincón de Ademuz (provincia de Valencia, Comunidad Valenciana, España).
Situado a 1080 metros de altitud, con una edad estimada de 250 años, está considerado como «Árbol Monumental de la Comunidad Valenciana».

## Historia
El chopo de Negrón ya era un árbol enorme a principios del siglo XX –el perímetro de su tronco a ras del suelo medía entonces 4,10 metros)-, así lo recoge el ingeniero agrónomo Rafael Janini Janini (Tarragona, 1866–Valencia, 1948), en su libro Algunos árboles y arbustos viejos de la provincia de Valencia (1914): primer tratado español dedicado a dar a conocer los árboles monumentales, donde se recoge una muestra ilustrada de los árboles más singulares del territorio valenciano en un canto a la naturaleza, y a la cultura del árbol hasta entonces inédita.
El libro de Rafael Janini cuenta con 46 fotografías captadas con la colaboración del ayudante de laboratorio, perito químico y fotógrafo Saturnino Muñoz Latorre. Siempre con alguna persona presente en la imagen —para reflejar la proporción y el contexto—, el opúsculo de Janini retrata ejemplares de veintitrés municipios valencianos: Alcublas, Alfafar, Alcira, Aras de los Olmos, Barcheta, Buñol, Burjasot, Carcagente, Carlet, Casinos, Chelva, Cullera, Higueruelas, Liria, Pedralba, Requena, Ribarroja del Turia, Sagunto, Serra, Valencia, Vallanca, Vinalesa y Yátova.
Janini describe otros árboles, como el «pino del Pobre» en El Rebollar, el «Pino de Fulfa» en Yátova, el «olivo de La Juana» de Casinos, el «olmo Negro de la Fuente Blanca» de Carlet, un almez de Alfafar, un enebro de Ribarroja de Turia, un pino carrasco de Requena, una encina de Higueruelas, una sabina de Alcublas… Los cuatro supervivientes que ya eran gigantes en 1914 y que permanecen en pie cien años después son «el pi de la Bassa» en Serra, «la yuca» y «el árbol de la lana» en el Jardín Botánico de la Universidad de Valencia, y el «chopo de la Fuente del Canalón» en Negrón.

## Ubicación y descripción
El chopo de Negrón se halla en el paraje conocido como «Fuente del Canalón», frente a la aldea de Negrón, a una altitud de 1080 metros sobre el nivel del mar. El hontanar se halla a la derecha, contra un talud y posee dos caños -uno fino y otro más grueso-, de los que mana un abundante caudal, ambos vierten sobre una pileta corrida a modo de abrevadero: el agua es transparente, límpida, muy fría... El chopo se sitúa frente a la fontana, en el ángulo que forma el camino que baja hasta la rambla, vía el antiguo lavadero público.
Con dos siglos y medio largos de vida, este chopo comenzó su andadura vital en la segunda mitad del siglo XVIII. Considerando que la vida media de este tipo de árboles no supera el siglo, el «chopo de Negrón» ha resultado muy longevo, aunque en la actualidad su estado vegetativo es deficiente, presenta una gran oquedad que lo atraviesa longitudinalmente, y  abundantes signos de decadencia: ramas secas, oquedades en el tronco y falta de vigor general. Cuenta con dos grandes cimales que se dividen a una altura de 3 metros: uno de ellos, más desarrollado y en mejor estado vegetativo, ejerce una cierta tensión lateral que podría provocar el desgarro del cimal o incluso del tronco. Del paraje y del chopo de Negrón escribe un visitante:

«No obstante su estado de deterioro, merece la pena visitar el monumental Chopo de Negrón, antes de que como le ha pasado a la carrasca de Somonegrón se venga abajo. Su tronco es espectacular, singularmente visto desde la parte inferior del camino, aunque su porte más distinguido se aprecia desde la zona llana junto a la fuente. Se dice del chopo blanco que es un árbol elegante, además de alegre, sobre todo cuando la brisa de verano mece sus hojitas plateadas al atardecer. Situarse cerca de su tronco, escuchando el canto de los pájaros y el sempiterno ruido del agua de la fontana, resulta sedante, tranquilizador. En plena naturaleza estos son los sonidos del silencio, pues el silencio absoluto es aterrador. Lo decía Confucio (551-479 a.C): El silencio es el único amigo que nunca te traiciona... A este árbol bicentenario debe sucederle lo que a las personas de mucha edad, que cada primavera, por no decir cada día, constituye un regalo... En la parte llana de la placeta y por encima de la fuente hay dispuestas sólidas mesas con bancos de madera en los que sentarse y comer, se trata de una zona sombreada muy agradable, en especial en los días de más calor. Para refrescar la bebida no hace falta traer nevera, basta la fuente...».
Réquiem por la carrasca de Negrón, Alfredo Sánchez Garzón

- Nombre científico: Populus alba.
- Nombre común: Álamo o chopo blanco.
- Paraje: Fuente del Canalón (Negrón).
- Propiedad: Ayuntamiento de Vallanca.

## Criterios físicos de notabilidad
- Altura: 22 metros.
- Diámetro de copa: 22 metros (dirección este-oeste).
- Proyección de copa: 314 m².
- Perímetros: 7,10 metros en la base y 5,95 metros a 1,30 metro.

## Características generales

### Respecto de la especie
Pertenece a la familia de las salicáceas; formada por los chopos y los sauces. Su nombre científico es Populus alba; otros nombres comunes que recibe en la península son: Álamo blanco, chopo blanco, arbre branch, lamagueiro, zumarra y peralejo. Puede encontrarse desde el nivel del mar hasta los 1000 metros de altitud, en suelos frescos y húmedos, casi siempre en las proximidades de cursos de agua, formando parte de los sotos y bosques de ribera. Posee un sistema radical fuerte y muy ramificado. El eje principal profundiza pronto, apareciendo seguidamente muchas raíces secundarias largas y someras, que emiten abundantes renuevos incluso después de descepar el pie principal. El tronco es robusto y derecho, de corteza blanco-grisácea casi lisa, aunque la base del tronco se suele resquebrajar en los ejemplares viejos. Las hojas son tomentosas (pelosas); verde oscuro en el haz (parte superior) y blanquecinas en el envés (cara inferior). Son grandes, dentado-angulosas o palmeado-lobuladas, generalmente acorazonadas en la base. Las hojas caen de noviembre a enero.
Son árboles unisexuados (dioicos), las flores masculinas y femeninas se producen en pies diferentes. Florecen desde febrero hasta abril. Los pies masculinos producen flores en racimo (amentos) colgantes, de 3-6 cm, de largo y muy vellosos. Las escamas que soportan las flores son de color pardo rojizo. Los pies femeninos producen también flores en amentos, más largos y delgados que los masculinos, con las flores espaciadas y menos pelosos. Los pistilos son de color verdoso. Un mes después de la floración se produce la espectacular diseminación de las semillas, que al ir cubiertas de finos pelos algodonosos las hacen flotar en el aire pareciendo copos de nieve.
La corteza tiene un 3% de tanino, y su ramaje puede emplearse como alimento del ganado. Con su profusa ramificación radical y la red de renuevos, fija eficazmente los márgenes de los arroyos y ríos; defendiendo las tierras de las riberas. La madera es muy ligera, blanda, blanca o rosada, de textura fina y uniforme, buena para tablones, cajas, artículos domésticos y elementos estructurales que no tengan que soportar grandes pesos. Se empleó mucho para los vagones de ferrocarril, entarimados y para pasta de papel; como leña es de poca fuerza y debe usarse bastante seca.

### Respecto de la alameda
El área de distribución geográfica se encuentra en el centro y sur de Europa, Asia central y occidental y norte de África. En la península ibérica está presente, cultivado o de forma natural, en casi todas las provincias. Su área original es imposible de establecer de forma precisa por haberse cultivado desde antiguo. Se trata de un árbol de ribera, que prefiere suelos frescos y arenosos ubicados en valles húmedos y bajos, márgenes de grandes ríos y sotos abrigados. Decrece gradualmente al aumentar la altitud hasta desaparecer por encima de los 1.300 metros. Por el contrario, al avanzar hacia el litoral y, sobre todo, hacia el sur de la Península, se va adueñando progresivamente del paisaje ribereño, asociándose a los sauces, fresnos y olmos. Los chopos ya eran conocidos y cultivados por los griegos y romanos; estos últimos les denominaron populus, según algunos con el sentido de arbor populi: «árbol del pueblo». Es un árbol muy elegante, tanto por su tronco como por sus hojas plateadas. Muy usado para alineaciones en calles (alamedas).